# Hospital Ambroise-Paré
L'Hospital Ambroise-Paré és un hospital docent de Boulogne-Billancourt. Forma part d'Assistance publique - Hôpitaux de Paris i és hospital docent de la Universitat de Versalles Saint-Quentin-en-Yvelines
És un dels hospitals més grans d'Europa. Va ser creat el 1923.